# 東北烈士紀念館

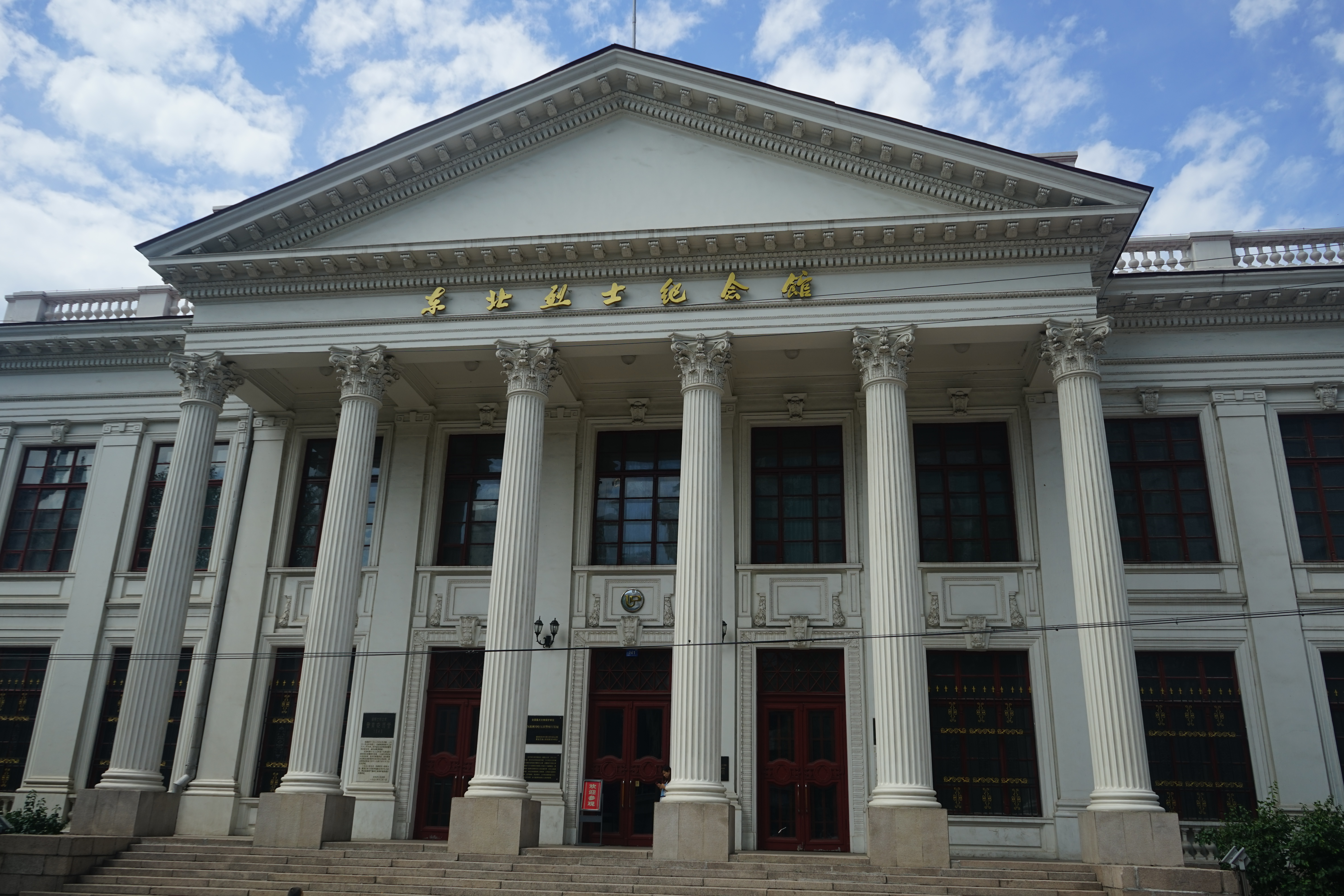
東北烈士紀念館

東北烈士紀念館（とうほくれっしきねんかん）は、中華人民共和国黒龍江省ハルビン市南崗区一曼街にある記念館。かつての満州国哈爾浜特別市警察庁。

## 概要
昭和3年に図書館として建設され、昭和8年に哈爾浜特別市警察庁の庁舎となった。森村誠一の『悪魔の飽食』によると、中国人などを捕らえ、拷問を加えるなどしたのちに、731部隊のマルタの供給源として平房に送られていった、という。終戦後1948年（昭和23年）10月10日に開館した。抗日烈士として趙一曼の肖像などを展示する。2008年には中国国家一級博物館に、2013年には偽満州国哈爾浜警察庁旧址として中華人民共和国全国重点文物保護単位に登録された。